# 23775 Okudaira
23775 Okudaira è un asteroide della fascia principale. Scoperto nel 1998, presenta un'orbita caratterizzata da un semiasse maggiore pari a 2,6503248 UA e da un'eccentricità di 0,1834958, inclinata di 15,48970° rispetto all'eclittica.